# 박리섭
박리섭(1944년 1월 6일 ~ )은 조선민주주의인민공화국의 축구 선수이다. 1966년 FIFA 월드컵에 조선민주주의인민공화국 국가대표팀 선수로 출전하였다.